# Demografía de Montserrat

Población de Montserrat (1960-2017). De estimaciones de la ONU, World Population Prospects: The 2017 RevisionY-axis : Número de habitantes en miles.

Demografía de Montserrat es el conjunto de datos estadísticos relativos a la población en el territorio británico de ultramar de Montserrat.

## Población
En 1995, la erupción del volcán Soufrière Hills provocó que aproximadamente dos tercios de la población de unas 11 500 personas abándonase la isla. Según el censo de 2001, sólo 4 491 personas aún residían en Montserrat, represetando la población nacida en el país un 69%, mientras que los nacidos en el extranjero eran el 31%. Al mismo, el censo del Reino Unido de 2001 indicaba que 7 983 personas nacidas en Montserrat residían en el Reino Unido (casi el doble de la población de Montserrat).
La población estimada a mediados de 2014 es de 5 100.

## Estructura de la población

### Estadísticas vitales
La siguiente tabla refleja las estadísticas vitales de la población de Montserrat desde el año 1050.
|      | Población media (x 1000) | Nacidos vivos | Muertes | Crecimiento vegetativo | Tasa de natalidad (per 1 000) | Tasa de mortalidad (per 1 000) | Crecimiento vegetativo (per 1 000) |
| ---- | ------------------------ | ------------- | ------- | ---------------------- | ----------------------------- | ------------------------------ | ---------------------------------- |
| 1950 | 13.5                     | 406           | 197     | 209                    | 30.0                          | 14.6                           | 15.5                               |
| 1951 | 14.1                     | 436           | 177     | 259                    | 30.9                          | 12.5                           | 18.3                               |
| 1952 | 14.5                     | 423           | 148     | 275                    | 29.2                          | 10.2                           | 19.0                               |
| 1953 | 14.6                     | 424           | 203     | 221                    | 29.0                          | 13.9                           | 15.1                               |
| 1954 | 14.6                     | 429           | 180     | 249                    | 29.5                          | 12.4                           | 17.1                               |
| 1955 | 14.3                     | 428           | 173     | 255                    | 29.9                          | 12.1                           | 17.8                               |
| 1956 | 13.9                     | 396           | 166     | 230                    | 28.5                          | 11.9                           | 16.5                               |
| 1957 | 13.4                     | 373           | 162     | 211                    | 27.8                          | 12.1                           | 15.7                               |
| 1958 | 12.9                     | 377           | 172     | 205                    | 29.2                          | 13.3                           | 15.9                               |
| 1959 | 12.5                     | 391           | 184     | 207                    | 31.4                          | 14.8                           | 16.6                               |
| 1960 | 12.1                     | 359           | 141     | 218                    | 29.7                          | 11.7                           | 18.0                               |
| 1961 | 11.9                     | 335           | 136     | 199                    | 28.2                          | 11.4                           | 16.7                               |
| 1962 | 11.8                     | 324           | 128     | 196                    | 27.5                          | 10.8                           | 16.6                               |
| 1963 | 11.8                     | 341           | 117     | 224                    | 28.9                          | 9.9                            | 19.0                               |
| 1964 | 11.8                     | 364           | 107     | 257                    | 30.8                          | 9.0                            | 21.7                               |
| 1965 | 11.8                     | 383           | 147     | 236                    | 32.3                          | 12.4                           | 19.9                               |
| 1966 | 11.8                     | 328           | 139     | 189                    | 27.8                          | 11.8                           | 16.0                               |
| 1967 | 11.8                     | 363           | 148     | 215                    | 30.9                          | 12.6                           | 18.3                               |
| 1968 | 11.7                     | 322           | 115     | 207                    | 27.5                          | 9.8                            | 17.7                               |
| 1969 | 11.7                     | 264           | 138     | 126                    | 22.7                          | 11.8                           | 10.8                               |
| 1970 | 11.6                     | 302           | 121     | 181                    | 26.0                          | 10.4                           | 15.6                               |
| 1971 | 11.6                     | 269           | 123     | 146                    | 23.1                          | 10.6                           | 12.6                               |
| 1972 | 11.7                     | 318           | 144     | 174                    | 27.3                          | 12.4                           | 14.9                               |
| 1973 | 11.7                     | 295           | 107     | 188                    | 25.2                          | 9.2                            | 16.1                               |
| 1974 | 11.7                     | 304           | 131     | 173                    | 25.9                          | 11.2                           | 14.7                               |
| 1975 | 11.8                     | 213           | 128     | 85                     | 18.1                          | 10.9                           | 7.2                                |
| 1976 | 11.8                     | 20            | 128     | 78                     | 17.4                          | 10.8                           | 6.6                                |
| 1977 | 11.9                     | 205           | 138     | 67                     | 17.2                          | 11.6                           | 5.6                                |
| 1978 | 11.9                     | 193           | 147     | 46                     | 16.2                          | 12.3                           | 3.9                                |
| 1979 | 11.9                     | 238           | 116     | 122                    | 19.9                          | 9.7                            | 10.2                               |
| 1980 | 11.9                     | 224           | 103     | 121                    | 18.8                          | 8.6                            | 10.2                               |
| 1981 | 11.9                     | 231           | 117     | 114                    | 19.5                          | 9.9                            | 9.6                                |
| 1982 | 11.7                     | 260           | 114     | 146                    | 22.1                          | 9.7                            | 12.4                               |
| 1983 | 11.6                     | 266           | 124     | 142                    | 22.9                          | 10.7                           | 12.2                               |
| 1984 | 11.5                     | 244           | 104     | 140                    | 21.3                          | 9.1                            | 12.2                               |
| 1985 | 11.3                     | 237           | 124     | 113                    | 20.9                          | 10.9                           | 10.0                               |
| 1986 | 11.2                     | 200           | 123     | 77                     | 17.9                          | 11.0                           | 6.9                                |
| 1987 | 11.0                     |               |         |                        |                               |                                |                                    |
| 1988 | 10.9                     |               |         |                        |                               |                                |                                    |
| 1989 | 10.8                     |               |         |                        |                               |                                |                                    |
| 1990 | 10.7                     |               |         |                        |                               |                                |                                    |
| 1991 | 10.8                     |               |         |                        |                               |                                |                                    |
| 1992 | 10.9                     |               |         |                        |                               |                                |                                    |
| 1993 | 10.9                     |               |         |                        |                               |                                |                                    |
| 1994 | 10.7                     | 150           |         |                        | 14.0                          |                                |                                    |
| 1995 | 10.2                     | 126           |         |                        | 12.3                          |                                |                                    |
| 1996 | 9.4                      | 128           |         |                        | 13.7                          |                                |                                    |
| 1997 | 8.3                      | 67            |         |                        | 8.2                           |                                |                                    |
| 1998 | 6.9                      | 33            |         |                        | 4.8                           |                                |                                    |
| 1999 | 5.8                      | 45            | 59      | -14                    | 7.8                           | 10.2                           | -2.4                               |
| 2000 | 5.0                      | 48            | 52      | -4                     | 9.6                           | 10.4                           | -0.8                               |
| 2001 | 4.5                      | 47            | 50      | -3                     | 10.4                          | 11.1                           | -0.7                               |
| 2002 | 4.4                      | 54            | 44      | 10                     | 12.3                          | 10.0                           | 2.3                                |
| 2003 | 4.5                      | 40            | 55      | -15                    | 8.9                           | 12.3                           | -3.4                               |
| 2004 | 4.6                      | 47            | 57      | -10                    | 10.1                          | 12.4                           | -2.3                               |
| 2005 | 4.785                    | 63            | 59      | 4                      | 13.2                          | 12.4                           | 0.8                                |
| 2006 | 4.655                    | 49            | 47      | 2                      | 10.1                          | 9.7                            | 0.4                                |
| 2007 | 4.819                    | 43            | 44      | -1                     | 8.8                           | 9.1                            | -0.2                               |
| 2008 | 4.875                    | 72            | 45      | 27                     | 14.8                          | 9.2                            | 5.5                                |
| 2009 | 5.039                    | 50            | 44      | 6                      | 9.9                           | 8.7                            | 1.2                                |
| 2010 | 5.020                    | 62            | 40      | 22                     | 12.4                          | 8.0                            | 4.4                                |
| 2011 | 4.924                    | 46            | 55      | -9                     | 9.3                           | 11.2                           | -1.8                               |
| 2012 | 4.936                    | 53            | 44      | 9                      | 10.7                          | 8.9                            | 1.8                                |
| 2013 | 4.959                    | 41            | 45      | -4                     | 8.3                           | 9.1                            | -0.8                               |
| 2014 | 4.976                    | 50            | 32      | 18                     | 10.0                          | 6.4                            | 3.6                                |
| 2015 |                          | 48            | 49      | -1                     |                               |                                |                                    |
| 2016 |                          | 46            | 43      | 3                      |                               |                                |                                    |
| 2017 |                          | 55            | 39      | 16                     |                               |                                |                                    |
| 2018 | 4.649                    | 45            | 38      | 7                      | 9.7                           | 8.2                            | 1.5                                |
| 2019 | 4.519                    | 47            | 59      | -12                    | 10.4                          | 13.1                           | -2.7                               |

### Población por género
De acuerdo al censo de 2011, la población se componía de 2 546 individuos de sexo masculino y 2 376 personas de sexo femenino, lo que arroja un indica de masculinidad de 107 hombres por cada 100 mujeres.
| Grupo etario | Hombres | Mujeres | Total | %    |
| ------------ | ------- | ------- | ----- | ---- |
| Total        | 2 546   | 2 376   | 4 922 | 100  |
| 0-4          | 157     | 144     | 301   | 6,12 |
| 5-9          | 146     | 165     | 311   | 6,32 |
| 10-14        | 187     | 172     | 359   | 7,29 |
| 15-19        | 179     | 140     | 319   | 6,48 |
| 20-24        | 152     | 117     | 269   | 5,47 |
| 25-29        | 154     | 145     | 299   | 6,07 |
| 30-34        | 138     | 160     | 298   | 6,05 |
| 35-39        | 172     | 196     | 368   | 7,48 |
| 40-44        | 189     | 217     | 406   | 8,25 |
| 45-49        | 196     | 185     | 381   | 7,74 |
| 50-54        | 183     | 148     | 331   | 6,72 |
| 55-59        | 181     | 133     | 314   | 6,38 |
| 60-64        | 165     | 110     | 275   | 5,59 |
| 65-69        | 130     | 101     | 231   | 4,69 |
| 70-74        | 75      | 70      | 145   | 2,95 |
| 75-79        | 61      | 55      | 116   | 2,36 |
| 80-84        | 44      | 50      | 94    | 1,91 |
| 85+          | 37      | 68      | 105   | 2,13 |

| Grupo etario | Hombres | Mujeres | Total | Porcentaje |
| ------------ | ------- | ------- | ----- | ---------- |
| 0-14         | 490     | 481     | 971   | 19,73      |
| 15-64        | 1 709   | 1 551   | 3 260 | 66,23      |
| 65+          | 347     | 344     | 691   | 14,04      |

## Grupos étnicos
La gran mayoría de la población de Montserrat es de ascendencia africana (92,4% en el censo de 2001) o mixta (2,9%). También hay una minoría de origen europeo (3,0%; en su mayoría descendientes de sirvientes contratados irlandeses o colonos británicos), grupos de indios orientales (1,0%).
De 403 amerindios en el censo de 1980, sólo quedaron 3 personas en 2001.
| Grupos étnico de Montserrat (2011)    | Grupos étnico de Montserrat (2011)    | Grupos étnico de Montserrat (2011) | Grupos étnico de Montserrat (2011) | Grupos étnico de Montserrat (2011) |
| ------------------------------------- | ------------------------------------- | ---------------------------------- | ---------------------------------- | ---------------------------------- |
| Grupos étnicos                        |                                       |                                    |                                    |                                    |
| Afrocaribeños                         | Afrocaribeños                         |                                    | 88.4 %                             | 88.4 %                             |
| Mixtos                                | Mixtos                                |                                    | 3.7 %                              | 3.7 %                              |
| Latinoamericanos (de cualquier etnia) | Latinoamericanos (de cualquier etnia) |                                    | 3 %                                | 3 %                                |
| Blancos (no latinoamericanos)         | Blancos (no latinoamericanos)         |                                    | 2.7 %                              | 2.7 %                              |
| Indocaribeños                         | Indocaribeños                         |                                    | 1.5 %                              | 1.5 %                              |
| Otros                                 | Otros                                 |                                    | 0.7 %                              | 0.7 %                              |

## Religión
| \| Religiones en Montserrat (2001)[10] \| Religiones en Montserrat (2001)[10] \| Religiones en Montserrat (2001)[10] \| Religiones en Montserrat (2001)[10] \| Religiones en Montserrat (2001)[10] \| \| ----------------------------------- \| ----------------------------------- \| ----------------------------------- \| ----------------------------------- \| ----------------------------------- \| \| Religiones \| \| \| \| \| \| Anglicanos \| Anglicanos \| \| 21.8 % \| 21.8 % \| \| Metodistas \| Metodistas \| \| 17 % \| 17 % \| \| Pentecostalistas \| Pentecostalistas \| \| 14.1 % \| 14.1 % \| \| Católicos \| Católicos \| \| 11.6 % \| 11.6 % \| \| Adventistas \| Adventistas \| \| 10.5 % \| 10.5 % \| \| No especificado \| No especificado \| \| 10.8 % \| 10.8 % \| \| Otros \| Otros \| \| 6.5 % \| 6.5 % \| \| Iglesia de Dios en Cristo \| Iglesia de Dios en Cristo \| \| 3.7 % \| 3.7 % \| \| Ninguna \| Ninguna \| \| 2.6 % \| 2.6 % \| \| Rastafari \| Rastafari \| \| 1.4 % \| 1.4 % \| |                           |  |        |        |
| Religiones en Montserrat (2001) |                           |  |        |        |
| Religiones |                           |  |        |        |
| Anglicanos | Anglicanos                |  | 21.8 % | 21.8 % |
| Metodistas | Metodistas                |  | 17 %   | 17 %   |
| Pentecostalistas | Pentecostalistas          |  | 14.1 % | 14.1 % |
| Católicos | Católicos                 |  | 11.6 % | 11.6 % |
| Adventistas | Adventistas               |  | 10.5 % | 10.5 % |
| No especificado | No especificado           |  | 10.8 % | 10.8 % |
| Otros | Otros                     |  | 6.5 %  | 6.5 %  |
| Iglesia de Dios en Cristo | Iglesia de Dios en Cristo |  | 3.7 %  | 3.7 %  |
| Ninguna | Ninguna                   |  | 2.6 %  | 2.6 %  |
| Rastafari | Rastafari                 |  | 1.4 %  | 1.4 %  |